# Outside vapor deposition
Outside vapor deposition (deposição externa de vapor) é um dos principais processos de fabricação de preformas de vidro para fibras óticas. O processo consiste de três etapas que envolvem a deposição de partículas de sílica sob a forma de vapor sob a superfície, sinterização do material a temperaturas da ordem de 1500ºC e a tração sob a forma de fibra em temperaturas superiores.